# Anneau simple
En mathématiques, un anneau simple est une des structures algébriques utilisées en algèbre générale. Un anneau est dit simple s'il est non nul et n'admet pas d'autres idéaux bilatères que {0} et lui-même.
Un anneau commutatif est simple si et seulement si c'est un corps commutatif.
Plus généralement, un corps (non nécessairement commutatif) est un anneau simple, et l'anneau des matrices carrées d'ordre n à coefficients dans un corps est simple. Parmi les anneaux simples, ceux qui sont artiniens sont, à un isomorphisme près, les anneaux des matrices carrées d'ordre fixé (quelconque) à coefficients dans un corps (quelconque).
Une algèbre associative (unitaire) sur un corps commutatif est dite simple si son anneau sous-jacent est simple.

## Anneaux simples artiniens
Soit D un corps (commutatif ou non). Pour tout entier naturel non nul n, l'anneau Mn(D) des matrices carrées à coefficients dans D est un anneau simple artinien. Plus intrinsèquement, pour tout espace vectoriel E de dimension finie non nulle sur D, l'anneau EndD(E) des endomorphismes de E est un anneau simple artinien. La réciproque est vraie :
Théorème de Wedderburn. Soit A un anneau. Il est équivalent de dire que :
- l'anneau A est simple et artinien ;
- l'anneau A est simple et semi-simple ;
- il existe un entier n > 0 et un corps D tel que A est isomorphe à l'anneau Mn(D) des matrices carrées à coefficients dans D ;
- A est isomorphe à l'anneau des endomorphismes d'un espace vectoriel de dimension finie non nulle sur un corps.

Soient D et D'  des corps, n et n'  des entiers > 1. Pour que les anneaux Mn(D) et 
Mn' (D' ) soient isomorphes, il faut et il suffit que n = n'  et que les corps D et D'  soient isomorphes.
Soit E et E'  des espaces vectoriels de dimensions finies non nulles sur D et D' . Pour que les anneaux EndD(E) et EndD' (E' ) soient isomorphes, il faut et il suffit que les corps D et D'  soient isomorphes et que les dimensions de E et E'  soient égales.
Donc, les anneaux simples artiniens axiomatisent les anneaux des matrices à coefficients dans des corps, et les anneaux des endomorphismes d'espaces vectoriels de dimension finie.
Soit E un espace vectoriel de dimension infinie sur un corps. Alors l'anneau End(E) n'est ni simple, ni artinien (ni même noethérien) : l'idéal bilatère des endomorphismes de E de rang fini n'est pas de type fini (ni à gauche, ni à droite).
Soit A un anneau simple artinien. Alors le centre de A est un corps commutatif K, et si, en considérant A comme un K-espace vectoriel, A est de dimension finie sur K, alors A est une algèbre centrale simple sur K.

## Modules simples d'un anneau simple artinien
Pour tout anneau simple artinien A, les A-modules simples sont deux à deux isomorphes. En fait, pour qu'un anneau semi-simple soit simple (et donc artinien), il faut et il suffit que ses modules simples soient deux à deux isomorphes.
Soient E un espace vectoriel de dimension finie non nulle n sur D. Alors l'anneau EndD(E) est simple et artinien et de plus, pour la loi externe (f, x) {\displaystyle \mapsto } f(x) de EndD(E) sur E, E est un EndD(E)-module simple, dont la longueur est n.
Réciproquement, soit A un anneau simple artinien et r la longueur du A-module A (qui est finie). Alors, les A-modules simples sont deux à deux isomorphes, et soit M un tel A-module. Alors l'anneau des endomorphisme de A-module de M est un corps D, et en considérant la loi externe (f, x) {\displaystyle \mapsto } f(x) de D = EndA(M) sur M, M est un espace vectoriel de dimension finie r sur D.